# Rhyacophila alexanderi
Rhyacophila alexanderi là một loài Trichoptera trong họ Rhyacophilidae. Chúng phân bố ở miền Tân bắc.